# Victor Strand
Victor Strand (ou simplesmente Strand), é um personagem fictício da série de televisão Fear the Walking Dead interpretado por Colman Domingo. O personagem foi criado por Robert Kirkman, Dave Erickson e David Wiener.
Victor foi bem recebido por fãs e críticos. Inicialmente um membro do elenco recorrente, Domingo foi promovido para regular na série após a primeira temporada.

## Biografia
Victor é um personagem misterioso que adquiriu grande riqueza pessoal como imediatamente indicado por seu terno e joias. Ele parece já ter algum conhecimento do surto e como ele se manifesta em humanos. Não se sabe quanto tempo ele ficou preso no hospital temporário estabelecido na Faculdade Comunitária de Raynard antes de Nick chegar. Ele está calmo e não entra em pânico ao confrontar os zumbis, mesmo quando ficou preso no final de um corredor trancado enquanto uma manada se aproximava. Ele parece ter se adaptado rapidamente ao novo mundo, dizendo a Nicholas Clark que a única maneira de sobreviver em um mundo louco é abraçar a loucura. Victor tem um bom senso de julgamento, rapidamente tão fraco, mas acredita que Nick tem as habilidades para sobreviver, identificando seu vício em heroína como um precursor do comportamento necessário para a sobrevivência. Ele parece ter alguns elementos de um sociopata.

### 1ª temporada
Em uma cela militar, Strand suborna um guarda para salvar Nick de ser movido. Strand mais tarde recruta Nick para um plano de fuga. O grupo dirige até o quartel-general da Guarda Nacional para resgatar Liza, Griselda e Nick. O grupo de Travis chega às celas e solta os detidos antes de se reunir com Nick, Liza e Strand. Eles tentam escapar pela enfermaria médica, onde descobrem que o Dra. Exner fez a eutanásia em todos os pacientes. Dra. Exner conta a eles sobre uma rota de fuga antes de provavelmente cometer suicídio. Antes que eles possam escapar, o grupo encontra Adams, que atira no braço de Ofelia. Enfurecido, Travis bate brutalmente em Adams e o deixa para morrer. Strand lidera o grupo para sua mansão à beira-mar, onde ele revela a Nick que possui um iate do qual planeja escapar, chamado Abigail.

### 2ª temporada
O grupo evacua para a Abigail enquanto os militares bombardeiam Los Angeles, na tentativa de conter o surto. No mar, o grupo se depara com outro barco cheio de sobreviventes, mas Strand se recusa a pegá-los. Strand informa ao grupo que eles estão indo para San Diego. Alicia controla o rádio, apenas para ouvir chamadas de socorro, e ela inicia uma conversa com outro sobrevivente marítimo chamado Jack. Madison fica preocupada com a forma como Strand se recusa a dormir, e Daniel diz a ela que suspeita dos motivos de Strand. Quando estão longe o suficiente do mar, o grupo faz um funeral para Liza e a enterra no mar. Strand ameaça jogar ao mar qualquer um que o desobedecer. O grupo atraca em uma ilha próxima para escapar da perseguição de um navio desconhecido. Eles logo precisam ir embora porque George envenenou sua família inteira como parte de um pacto suicida, e o grupo é forçado a deixar o resto da família de George para trás na ilha. Com a notícia de que San Diego foi incendiado, é revelado que Strand pretendia ir ao México o tempo todo. No caminho para o México, o sistema de resfriamento do barco está entupido e Strand ordena que Travis o conserte. Eles conhecem uma mulher chamada Alex e um menino gravemente queimado. Eles concordam em ser rebocados atrás do iate, mas, no meio da noite, Strand corta a corda. Quando alguns bandidos tomam a Abigail eles capturam o grupo, mas Strand tenta fazer uma jangada, mas a jangada é baleada enquanto escapava e começa a afundar lentamente. Depois de ser salvo e depois de se reunir com seu parceiro; Luis, Strand sentiu-se em dívida com Madison por resgatá-lo de uma morte inevitável e apoiar a mulher quando ela decidiu fazer uma troca com os bandidos que haviam roubado o navio para resgatar Travis e Alicia. Além disso, Victor foi confrontado por Madison por enviar Nick para procurar seu parceiro e impedido de usá-lo novamente em uma de suas tarefas. Strand consegue pagar aos militares mexicanos por uma passagem segura, mas segue-se um tiroteio que deixa dois oficiais e Luis, o contato de Strand, mortos. Strand descobre que Thomas foi mordido e está morrendo e decide acabar com seu sofrimento. Depois de matar Thomas, Celia fica furiosa e exige que Strand e o grupo saiam, logo depois que Nick traz Luis, o filho zumbificado de Celia, ela deixa o grupo ficar, mas Strand deve ir, quando Daniel ateia fogo na mansão, Strand ajuda o resto do grupo escapar do fogo.
Momentos após o incêndio, Strand foge com Alicia, Madison e Ofelia para Abigail, mas eles descobrem que a Abigail foi roubada, logo depois que o grupo consegue se estabelecer em um hotel em busca de suprimentos, enquanto Madison e Strand se embriagam no bar enquanto expressam suas várias frustrações com a vida. No entanto, uma grande horda de infectados atacou o hotel, prendendo os quatro. Usando a técnica de se cobrir com sangue de zumbi, Victor e Madison conseguiram passar despercebidos entre os mortos-vivos e conseguiram escapar ilesos do hotel. Depois de descobrir que a van em que haviam viajado havia desaparecido, Strand rapidamente deduziu que Ofelia ou Alicia tinham sido os responsáveis e então a dupla não teve escolha a não ser se refugiar no hotel novamente. Ouvindo os ruídos de alguém pedindo ajuda, Victor e Madison conseguiram salvar Alicia, Elena e Hector de um grupo de infectados bem a tempo. Strand e Madison encontram Oscar, o líder dos sobreviventes do hotel e negociam uma trégua. Madison, Strand, Alicia e outros sobreviventes começam o trabalho de limpeza do hotel dos infectados, o plano dá certo e os sobreviventes comemoram. Strand então vai falar em particular com Oscar, que ainda está de luto pela morte de sua esposa. Strand conforta Oscar e o convence a finalmente deixar sua esposa ir. Oscar dá a Strand a chave do quarto de hotel onde sua esposa infectada está presa e Strand entra para acabar com ela, imediatamente após o que Strand é esfaqueado por Ilene, a mãe da esposa de Oscar, ferindo-o. Não acabou sendo sério, mas requer tratamento médico. Depois de se recuperar dos ferimentos, Madison informa a Strand que Brandon e Derek estão no estacionamento e que ela suspeita que Chris esteja morto. Strand a desencoraja de contar a Travis, pois isso destruiria a única coisa que o está mantendo. É a mesma esperança que Strand perdeu quando Thomas morreu. Madison concorda que a notícia sobre Chris quebraria Travis. Depois que Travis espanca Brandon e Derek até a morte, Madison insiste que eles deveriam deixar o hotel com ele, mas Strand se recusa a ter qualquer coisa a ver com o plano. Mais tarde, depois que os residentes tentam matar Travis quando Oscar Diaz morre devido aos ferimentos, Alicia mata Andrés e Strand aparece para ajudá-los e força Hector e os residentes a deixar Madison, Alicia e Travis sozinhos sob a mira de uma arma. Strand ajuda os três a fugir, mas insistiu em ficar no hotel.

### 3ª temporada
Depois de vários sobreviventes aparecerem na porta do hotel exigindo atenção médica e distúrbios que eles estavam causando, Strand apareceu nos portões para acalmar a situação e mentiu sobre ser um médico para silenciar as queixas dos recém-chegados. Depois de atender a vários sobreviventes e fazer um parto de uma criança, Elene esclarecer para o homem que ele não podia mais ficar no hotel pois a mentira dele poderia causar problemas para todos. Antes de deixar o hotel, Strand visitou Ilene - que havia sido trancada em seu quarto desde o perfurou com uma faca anteriormente - e encorajou-a à superar a morte de sua filha e continuar sua vida; embora a mulher tenha perdoado ele pelo que aconteceu entre ele e sua filha, ela deu-lhe as chaves de um carro novo antes dela tirar sua própria vida saltando da varanda do edifício. Não tendo razão para continuar no hotel, Strand entrou em seu veículo novo e deixou o prédio.
Mais tarde, passando por uma grande fila de pessoas Tijuanesas em uma das estradas do México, Strand se dirige até um depósito de água em uma barragem, que servia como base para comercialização de água. Ele fura a fila e pede para falar com um homem chamado Dante Esquivel, mas um guarda ordena que ele espere na fila e o empurra para o chão. Dante, ex-sócio de negócios de Strand, surge na multidão e cumprimenta Strand. Em uma sala dentro do prédio da barragem, Dante e Strand trocam histórias sobre bebidas. Os dois relembram a história de quando Strand e Thomas Abigail estavam fazendo negócios no México, e um pouco comovido, Strand diz a Dante que Thomas está morto, deixando o homem em silêncio. Depois, Dante leva Strand a uma passarela na barragem para vê dois capangas de Dante empurrarem um prisioneiro pela borda para um poço de Infectados. Dante acusa Strand de ser um ladrão e ordena seus guardas jogá-lo da borda. Na tentativa de tornar-se indispensável, Strand diz a Dante que as pessoas se voltarão contra ele se ele continuar servindo água muito perto de sua fonte. Ele se oferece para ajudar a organizar um depósito de água fora do local. Dante concorda em poupar sua vida e, em troca, Victor se tornará um trabalhador para ele. Mais tarde, preso em uma caverna em forma de cela próxima a barragem, Strand se encontra muito cansado. Alguém lhe entrega água através de uma janela, e desesperado ele bebe a água e então olha pela janela para ver quem lhe entregou a garrafa e fica extremamente surpreso ao ver Daniel Salazar.
Daniel tinha trago água para Strand em sua cela e pergunta se Ofelia está viva, onde o homem preso diz-lhe que Ofelia está esperando por ele em um hotel na costa. Ele implora a Daniel que o ajude a escapar para que eles possam ir até Ofelia, alegando que esta última está esperando pelo pai, mas Daniel não acredita e vai embora. Horas depois, Strand é um dos que irão ser executados pelos capangas de Dante na passarela da barragem. Quando Lola Guerrero é próxima para ser executada, Daniel golpeia a cabeça de um dos guardas, atira nele, e aponta a arma para Dante. Dante pede para que Daniel não faça o que pretende fazer e quando o xinga é baleado pelo velho na cabeça. Abalado, Strand vê toda a cena.
Na manhã seguinte, Daniel vai com Strand de volta ao sul, e em um certo momento, eles param o carro enquanto um rebanho de infectados atravessam uma estrada. Strand adverte Daniel para se preparar no caso de Ofelia não estar mais no hotel em que ele estava após fugirem da fazenda, e com isso as suspeitas de Daniel sobre o ex-empresário cresce. Daniel então ordena-o a dirigir o carro mais rápido para chegarem no hotel. Ao fazerem mais uma outra parada no caminho para Rosarito Beach Hotel, Daniel pergunta a Strand por que ele saiu do hotel. Strand explica que queria negociar um acordo com Dante sobre água, mas o velho duvida da história dele, fazendo com que Strand fique estressado pelas desconfianças do homem sobre ele, e então os dois seguem novamente a viagem. Durante a noite, eles chegam no hotel e descobrem que o lugar foi abandonado, onde Strand sugere a hipótese de que o prédio foi atacado. Daniel fica furioso e acaba chamando a atenção de vários zumbis que invadiram o hotel, e durante o ataque o velho deixa Strand para trás e foge com o carro.
Após fugir do Rosarito Beach Hotel, Strand procura por alimento em um outro hotel abandonado na manhã seguinte. Ele olha para fora de uma janela e vê algo que o deixa bastante alegre: o Abigail, encalhado. Strand corre até a praia, entra na água e chega até o Abigail, descobrindo que nele tem alguns infectados. Strand mata todos os infectados com uma arma de lança, com uma faca e arma. Mais tarde, depois de ter encontrado uma garrafa de champanhe, Strand liga seu rádio portátil e acaba fazendo contato por acaso com um astronauta russo preso no espaço. O russo chamado Vashchenko, diz que viu as luzes das cidades ao redor do planeta se apagarem aos poucos durante as fazes iniciais do apocalipse, tudo agora está escuro, ele diz que irá morrer sozinho no espaço. Strand então confirma o que ele diz, falando que o mundo está morto. Após a comunicação ser interrompida, Strand começa a chorar percebendo que iria morrer sozinho assim como o astronauta. Durante a noite, Strand reúne várias coisas e encharca o Abigail com bebida alcoólica. Ele então causa um incêndio e após sair do iate ele vê seu precioso barco se destruir nas chamas. Esperançoso, ele segue para o norte.
Mais tarde, Strand chega em um ponto comercial em Mexicali e tenta dá um golpe numa gangue chamada Od Proctors, porém ele acaba se dando mal e é perseguido por capangas do chefe da gangue até ser encontrado por Madison. Ele, junto com Madison e Qaletaqa Walker se refugiam em um barracam dentro do posto comercial. Strand diz a Madison que ele planeja se reconectar com um amigo que controla uma barragem perto de Tijuana, e todos descansam durante a noite. Na manhã seguinte, no esconderijo, Madison informa ao velho amigo sobre a morte de Travis, e ele a consola. De repente, um Proctor e um de seus guardas aparece com Walker cativo. Walker diz que os guardas ameaçaram matá-lo se Strand não se entregar e um guarda diz a Madison que Strand deve pagar sua dívida com os Proctors, defendendo o portão da frente do estádio dos Infectados, acorrentado. Strand pede para Madison deixá-lo e voltar para Nick e Alicia. Para salvar a vida de Strand, Madison usa o ouro de Walker que serviria como troca por água, e paga a dívida de Strand deixando Walker muito furioso, porém, Strand promete levá-los para barragem. Os três então seguem viagem, desviando de uma manada de infectados e chegando em um estacionamento abandonado. Strand tira a tampa de um boeiro e desce fazendo com que Madison e Walker os siga, e dentro dos túneis, Strand explica que está procurando um símbolo pelo qual os Proctors o desenhou para marcar território. Strand também revela a Madison que Daniel está vivo e que está na barragem e teme que o velho não irá gostar em revê-lo, mas Madison diz que pode acalmar Daniel quando revelar que Ofelia está viva. Chegando na barragem, Daniel aponta sua arma para Strand, mas o velho abaixa quando vê Madison e receber a notícia de que a filha está viva. Strand participa da reunião onde Madison pede água a Lola Guerrero, dizendo-lhe que trocaria por gado e armas, mas Lola recusa a oferta. Mais tarde, Walker diz a Strand que ele pretende soltar Madison, os filhos dela e os fazendeiros da fazenda de onde vieram, já que Madison arruinou sua chance de reabastecer o abastecimento de água, e Strand questiona o caráter do índio. Após ajudar cuidar do ferimento de Everardo, Strand se junta a Madison e ele escuta a amiga falar sobre os planos que quer fazer quando voltar ao rancho. Na manhã seguinte, Strand observa atentamente a equipe de Lola preparar um caminhão tanque para a entrega de água e Daniel percebe que Strand está planejando algo. Mais tarde, quando estão se preparando para irem, um caminhão de água explode e uma multidão com cede segue para a barragem. Para não ocorre mais ataques, Lola pede armas a Madison em troca de armas e Strand vai embora da barragem com a amiga e logo depois se encontra com Walker.
Strand viaja com Madison e Walker até o rancho onde eles moravam, e para sua surpresa, eles encontram o lugar invadido por Infectados e chegam a salvar Nick, Alicia, Ofelia, Troy Otto e Cachorro Louco dos zumbis. Sem um lugar para ir, Strand com os demais decidem voltar para o ponto comercial para entregar Ofelia à Daniel e seguir para barragem onde irão morar. Porém, Alicia decide abandonar o grupo.
Strand, Madison e Walker se viajam no caminhão tanque d'água para o posto comercial para se encontrar com Lora e Daniel. Strand se preocupa e diz que eles deveriam ir para o sul caso as coisas possam darem erradas na troca, mas Madison argumenta que eles pelo menos têm Ofelia. Quando Ofelia revela ter sido mordida por um zumbi no rancho, e o grupo conseguir um lugar para se hospedarem no ponto comercial, Strand fica irritado diz a Madison que eles estão desperdiçando tempo cuidando de Ofelia, mas depois de ser convencido pela mulher a ficar no ponto comercial, ele concorda em ver como as coisas se desenrolam com Daniel. Mais tarde, os guardas do lugar capturam Strand enquanto ele observava em torno do posto avançado. Strand exige ver Proctor John e diz que ele tem algo que John quererá para deixá-lo livre de vez. Na manhã seguinte, após a morte de Ofelia, Strand se junta a Madison, Walker e Cachorro Louco e viajam para barragem junto com Daniel. Strand sente-se seguro de que as coisas realmente iriam dar certo para ele após um acordo com John.
Após se acomodarem na barragem, Strand encontra Madison em um certo ponto da represa e tenta confortá-la sobre as saídas de Alicia e Nick, por quererem viver por conta própria. Ele oferece um pouco de uísque escocês a mulher, e os dois começam a beber falando sobre planos que poderiam fazer na barragem. Bêbados, Strand diz a Madison que ele nunca matou uma pessoa viva, e a mulher diz que é apenas uma questão de tempo, algo fácil de se fazer e que quando for no momento certo, Strand irá matar. Daniel então chega e informa-os Nick chegou à barragem. O jovem Clark fala que Proctor John está vindo atacar a barragem e Strand fica nervoso pelo jovem de alguma forma estragar o seu plano avisando para Lola e Daniel. O grupo então decide se preparar para o ataque. Mais tarde, Nick obriga Strand a confessar que ele fez um acordo com Proctor John para facilitar a aquisição da barragem em troca de um papel como mordomo da barragem. Strand explica que Proctor John concordou em poupar Madison e Nick como parte do acordo, mas se preocupa que, uma vez que Daniel e Lola resistissem ao ataque, o acordo não será mais honrado pelos Proctors. Strand (sem ser visto) consegue desviar a água de um certo túnel para que os bandidos entrem na barragem, e quando Daniel descobre que a água estava jorrando para o lado errado, ele sai atrás da sala de comando e é rendido por Strand. Strand aponta uma arma para Lola e Daniel, pedido para que eles não estrague seus planos, porém, Daniel consegue desarmar Strand mas acaba sendo baleado no rosto. Victor, arrasado pelo que fez, e encontra Madison e Nick e os protege em uma sala, prometendo resolver a situação e tirá-los da barragem com vida. Ele pega um dispositivo no qual ativa algumas bombas na represa e sai.
Horas depois, Strand se encontra com John que chega de lancha na barragem e fica surpreso ao ver Alicia, avisando que a mãe e o irmão da garota estão no lugar, prometendo que irá tirá-los de lá. Depois, Strand se encontra com Madison e Nick pede para que eles vistam roupas de operários para poderem escapar, ele avisa que as coisas irão ficar más e revela ter atirado em Daniel por acidente, além de dizer que Alicia está na barragem. Os três seguem pela ponte da barragem para chegarem no outro lado que é a saída, e enquanto iam, Strand jura resgatar Alicia e pede para que eles estejam prontos quando todos fossem fugir. Num certo ponto da barragem, os guardas de John pergunta ao ex-empresário para onde estava levando as duas pessoas, e Strand diz que John mandou executá-los por si mesmo. Quando eles estavam prestes a passar pelos guardas, Lola aparece atirando nos bandidos e acaba sendo morta por John que aparece, e logo o plano de fuga de Strand é desmascarado. Devido a família de Alicia ter uma relação de amizade com Strand, John decide matar a família Clark assim como o ex-empresário e quando estavam prestes a sere mortos, Nick dá um abraço em Strand e este último exige que a família Clark saia com vida da represa, pois iria explodir o lugar. Strand procura o dispositivo em seus bolsos mas Nick revela ter pegado e fala para John libertar sua mãe, irmã e Strand. Feito isso, Strand corre com Madison e Alicia até a lancha e fogem pelo rio, enquanto veem Nick no alto da barragem sendo refém dos guardas de John. Por fim, Nick explode a barragem e a força da água faz com que a lancha onde Strand está com Madison e Alicia seja levada pela conrrenteza e assim todos se perdem um dos outros.

### 4ª temporada
Durante semanas, Strand e seu grupo perseguiram os Abutres em busca de vingança. Certo dia, eles avistam um carro blindado da SWART e decidem pará-lo. Alicia se fingiu que estava ferida e caiu na estrada e do carro saiu três sobreviventes, uma mulher chamada Althea, um ex-policial chamado John Dorie e um homem negro com um bastão chamado Morgan Jones. Não demora muito para o trio ser rendido pelo grupo de Strand, e o homem ameça matá-los caso não eles não se desarmem.
Strand e seu grupo mantem Morgan, John e Althea sob a mira de suas armas na estrada. Luciana encontra uma bandeira branca com o número “51” no veículo da SWAT e os acusam de pertencer ao grupo de Melvin. Al insiste que não sabe o significado da bandeira, e então Alicia ordena que mostrem onde acharam a bandeira. Assim todos entram no caminhão da SWAT e dirigem para fora dali.
Os sobreviventes se dirigem ao local onde Al encontrou a bandeira, mas Strand percebe que eles estão demorando muito a chegarem, e exige que Althea diga a localização correta, mas ela só revelará se eles contarem suas histórias para eles. Nick se aborrece com Al e ela consegue subjugá-lo e desarmá-lo, exigindo que Luciana pare sua van e que os deixassem em paz, mas um acidente envolvendo caminhantes faz com que a van saia para fora da estrada, descesse uma ladeira e colidisse com um tronco de árvore caída. Mais tarde, o grupo de Strand agora é refém de Althea, e para resgatar seu carro, Al liberta seus reféns para que eles a levassem até um caminhão-reboque, mas Nick ficou sob a vigilância de Morgan para servir como garantia de que os outros iriam voltar por ele.
O grupo de Strand encontra o caminhão-reboque e começa a questionar o motivo pelo qual Althea ainda entrevista pessoas em um mundo como aquele, e a mulher revela que é importante saber o que acontece com cada pessoa no apocalipse. Strand não acredita como ela sobreviveu ao apocalipse da maneira em que sobrevive, e Luciana compreende o lado de Al. Mais tarde, o grupo encontra a van rodeada de caminhantes e Alicia se desespera ao observar que Nick não estava lá. Luciana e John decidem ir atrás de Nick e Morgan enquanto a jovem Clark e Strand decidem ajudar Al a recuperar o carro blindado. Após recuperarem o carro e encontrarem Luciana e John no caminho o grupo encontra Morgan em uma fazenda de galpões abandonados. O grupo pergunta aonde está Nicholas e de repente todos escutam um tiro e correm até o local do disparo encontrando Nick baleado e Charlie fugindo da cena do crime. Todos choram a morte do jovem Clark.
Após a morte de Nick, o grupo decide levar o corpo do rapaz para ser enterrado em uma área especifica que o grupo conhecia. Durante a viagem, Althea exige que o grupo de forasteiro lhe tudo o que aconteceu com eles em meio de entrevista, caso não, não os levariam até o local onde o grupo iria pegar os Abutres. O grupo de Strand decide contar sua história, e eles falam que viviam em um estádio que começou a sofrer com escassez de recursos devido a presença dos Abutres, que sempre davam um jeito conseguir suprimentos antes deles. O grupo fala sobre as expedições que fizeram atrás de suprimentos ou sementes para plantar novas hortas do estádio, como também o sucesso das missões que fizeram. Ao chegarem ao local onde iam enterrar Nick, o grupo desenterra várias armas e Al se sente traída pelos três por não contaram sobre as armas. Morgan pergunta se eles estavam indo atrás do resto dos Abutres e Alicia diz que era o que Nick queria, se vingar do grupo de Mel depois de algo que eles fizeram e Strand fala que eles sabem onde os bandidos estariam através de um bilhete fornecido por um conhecido. Após o enterro em plena madrugada, o grupo decide partir e John acaba conhecendo a mochila de sua namorada Laura, e fica abalado ao saber que ela era a Naomi das história de Alicia. A jovem Clark tristemente diz que ela havia morrido na queda do estádio. O grupo então, se separa.
Na manhã seguinte, Althea dirige seu carro blindado a caminho do lugar do encontro com os Abutres. Strand questiona como a jornalista equipou o carro, mas a mulher não quer dizer nada, pois eles devem suas histórias para ela. Luciana então diz que se Althea levá-los ao ponto de encontro, irá dizer toda a história. Mais tarde, Morgan e John chegam ao local da batalha e encontram Strand, Alicia e Luciana armados. Os três rendem os homens e perguntam o que os dois estavam fazendo no lugar, onde Morgan fala que quer resolver o conflito.
Enquanto Althea filma tudo, Morgan diz para o grupo que eles pode resolver aquilo de outra maneira e o que eles pretende fazer irá causar coisas piores. De repente, a caravana dos Abutres é vista se aproximando e ao chegar no local todos saem dos carros a mão armada. Melvin aparece apontando um rifle e Morgan entra no meio, e diz que aquilo não precisava acabar num banho de sangue e fica na frente de Alicia e Melvin mesmo correndo o risco de ser baleado. De repente, a Land Rover que pertencia ao estádio chega no local, e de dentro sai Naomi. Strand fica surpreso ao vê a mulher viva ao contrario de Alicia que fica furiosa ao vê-la bem e como membro dos Abutres. A jovem Clark fica furiosa por Naomi ter se juntado aos bandidos e decide atirar na mulher mas a bala pega em John.
Um tiroteio começa entre os grupos, Strand e seus companheiros abrem fogo contra os Abutres que pretendem matar todos os sobreviventes do estádio. A batalha é intensa, Strand chega a impedir que Alicia seja baleada e segue atirando nos bandidos matando a maioria deles. Quando Naomi consegue fugir com a ajuda de Althea e Morgan, que decidem ajudá-la a levar John para o estádio em busca de equipamento médicos, Strand e suas amigas abrem fogo contra o carro blindado da jornalista. Mais tarde, quando decidem partir para o estádio em busca de Naomi e Charlie que fugiram com Althea em sua van, Alicia vê Melvin saindo da ambulância em chamas e o mata sem piedade.
O grupo de Strand chega ao estádio dominado por zumbis e abrem fogo contra a van blindada de Althea. Alicia consegue entrar na van e exige que a jornalista mandasse Naomi sair da enfermaria. Strand e Luciana que estavam esperando a enfermeira sair para atirar nela, percebem que a mulher não tinha saído, e comunica a jovem Clark resultando em uma briga entre ela e Althea. Mais tarde, quando Alicia é convencida por Morgan a não matar Naomi e com descoberta de que Madison já tinha feito uma entrevista com Al, os sobreviventes fazem as pazes e vão embora do estádio. Althea revela que Madison nunca contou seu nome ou os de seus filhos, e que ela a inspirou a construir algo melhor para seu grupo que veio a ser o estádio. Strand questiona o motivo pelo qual Madison nunca contou sobre a jornalista, e Al fala que provavelmente a ex-conselheira não teve orgulho de contar o encontro inusitado das duas. A jornalista também pergunta se poderia saber o que aconteceu com Madison, e Strand com suas amigas decidem lhe contar o fim trágico da história da ex-conselheira escolar.
Semanas depois, Strand é visto morando em uma casa que encontrou com Luciana e Alicia. Morgan faz uma visita e encontra o homem bêbado, e apesar da condição de seu colega, ele faz um pedido para Strand para viajar com ele até a Virginia. Nem Strand e nem Luciana aceitam a proposta, assim, Morgan então decide ir ver Alicia. Horas depois, Strand é visto dormindo e ao acordar percebe que a porta estava aberta e que havia rastro de sangue pelos corredores. Ele segue o rastro e chega a tempo de salvar Luciana, que estava ouvindo música alta, de ser atacada por um zumbi. Ele mata o caminhante e Lucy fica horrorizada com o que aconteceu. Mais tarde, os dois vão concertar uma das cercas que caiu, que possibilitou a entrada do caminhante na propriedade. Luciana questiona Victor sobre o que eles irão fazer dali para frente, pois não havia lugar para eles irem de verdade, não havia nada para lutar, e o homem lhe responde que irá continuar desfrutando das coisas boas que a casa onde estavam tinham.
Mais tarde, quando Victor estava pondo um cadáver para fora da casa, ele recebe a visita de John, que lhe pede ajuda para que o auxilie nas buscas por Charlie, já que Morgan, June e Al estavam fora. Strand nega-se a querer ajudá-lo uma vez que a menina matou Nick, e ex-policial ressalta que ele levou um tiro pelo grupo que acolheu. Strand então decide ajudá-lo. Quando a chuva começa a cair, John e Strand estão em um carro em busca de Charlie. Victor continua com uma garrafa de vinho na mão, e seu companheiro pergunta se ele irá viver só de beber agora. O ex-milionário pergunta se ele tinha um plano melhor, e John revela que pretende voltar para sua cabana com sua namorada e Charlie.
Após a tempestade, Strand e John ficam isolados em um pedaço de terra rodeado por um pequeno lado que se formou na grande chuva. Eles tomaram refugiu numa pequena cabana por alguns dias. Determinado a sair daquele lugar, John cria uma pequena jangada e pede para que Strand venha com ele. Victor é pessimista com a ideia da jangada, dizendo que ela não aguentaria o peso dos dois homens e que ficaria até a água baixar. John então decide entrar na água com a jangada e começa afundar, mas para a surpresa dos dois, um jacaré surge na água e quase ataca John. Após encontrar um carro, John pede ajuda de Strand para poder tirar a capota do veículo e usar como barco para que eles pudessem atravessar a lagoa. Strand é pessimista com a ideia, mas decide ir até lá no carro que está prestes a cair de uma ladeira. O homem avista uma garrafa de vinho no carro e se arrisca a pegá-lo mesmo com uma zumbi dentro e quase é morto pela criatura quando o carro cai da ladeira direto para margem do lago. Por sorte, o zumbi foi morto durante a queda e Victor está bem.
Depois, John reclama pela atitude irresponsável de Victor que quase custou sua vida, mas o ex-milionário não quer saber de suas reclamações e isso deixa John irritado. O ex-policial então vai até o carro e tira o capô do veículo para iniciar seu barco. Ao terminar sua nova jangada, John vai até Strand e o convence de vir com ele e fala que encontrou uma distração para o jacaré: uma buzina de caminhão que seria ativada a partir da bateria do carro. Mais tarde, John ativa a buzina e espera vários zumbis serem atraídos para o lago o que acontece. Os dois homens entram na jangada e começam a remar e avistam os zumbis serem mortos pelo jacaré, mas, infelizmente, a buzina para e o jacaré vai ao encontro dos homens fazendo John atirar no animal que causa um furo no casco da jangada. Strand se assusta e decide fugir mesmo com os apelos de John, por fim, os dois pulam para fora e nadam de volta.
Mais tarde, os dois homens são encontrados por Alicia e Charlie, que acenam para ele do outro lado da margem. Os dois avisam sobre o jacaré, e as duas decidem sair em busca de alguma coisa para ajudar. Horas depois, John e Strand ouvem um veículo nas proximidades e descobrem que é a van da SWAT. Alicia o dirige através do lago para resgatá-los enquanto os dois homens tomam um gole de cerveja em comemoração. Charlie devolve o chapéu de John e ele a elogia por falar novamente. Strand percebe que Martha está amarrada dentro da van e pergunta quem ela é, no qual descobre que ela é uma pessoa má. Os sobreviventes eventualmente são encontrados por June que os levam para um hospital para auxiliar no resgate de Morgan, que estava preso no alto de um prédio. Após salvar Morgan o grupo fica encurralado por vários zumbis, mas graças o sacrifício de Jim Brauer, todos conseguem fugir.
Durante a noite, Strand e seus amigos acampam na floresta e discutem como iriam encontrar Al e logo em seguida como chegariam na Virginia. Depois que Morgan vai em busca de Martha, para convencê-la se render e viajar com eles, Strand e os outros seguem viagem até a parada de caminhões de Sarah e Wendell no Mississípi. Lá, todos se refrescam com água e desfrutam dos suprimentos, mas infelizmente, não demora muito para que eles percebam que foram envenenados. Após June se comunica com Morgan explicando a delicada situação, e o homem que já estava com Martha presa, confessar que a mulher colocou Etilenoglicol nas garrafas de água, Strand escuta de June que eles precisam de etanol para melhorarem. Victor e Luciana decidem ir até um caminhão de etanol no lado de fora e auxiliados por June, Alicia e Charlie que distraem aos zumbis para longe da porta. A missão acaba não dando certo quando Al acaba baleando sem querer o caminhão enquanto tentava conter os zumbis. Mais tarde, todos ficam fracos ao passar das horas, até que Morgan aparece com um caminhão de cerveja para salvar seus amigos. Após a morte de Martha, Morgan diz que não irá voltar mais para Virginia e que irá ajudar e acolher pessoas necessitadas e juntos irão fazer de uma fabrica abandona que eles encontram, de seu novo lar.

## Desenvolvimento e recepção

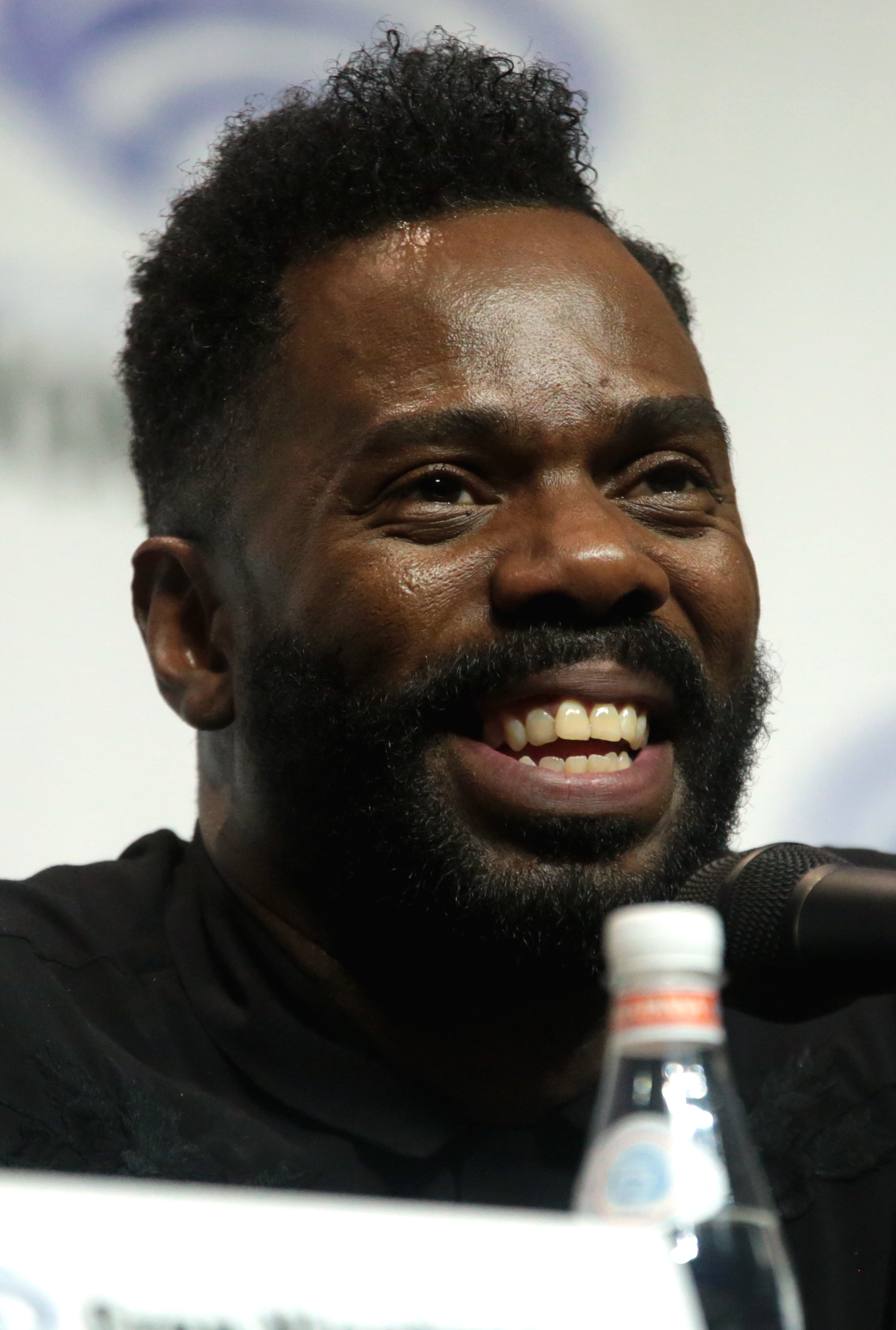
Colman Domingo, intérprete de Victor Strand.

Domingo fez sua estreia no episódio da primeira temporada "Cobalt". Para a segunda temporada, Domingo foi promovido a regular da série, e mais tarde se tornaria um personagem proeminente. Matt Fowler para IGN o descreveu como um personagem estranho, do tipo "Homem de Preto".
A atuação de Domingo foi elogiada no episódio "Blood in the Streets". Matt Fowler da IGN afirmou que a melhor parte de "Blood in the Streets", foi a exploração da história de Strand. Ou, pelo menos, por meio de flashbacks, momentos importantes e notáveis que ajudaram a explicar a riqueza, o iate e a passagem de Strand para o México. Junto com algumas camadas de personagem que ajudaram a transformar o cara em algo mais do que um monstro lógico, direto e grosseiro.